# José Ángel Bohollo

## Biografía
Director de cine español, nacido en Córdoba, Andalucía. Estudia Geografía e Historia en la Universidad de Córdoba y Cinematografía en el antiguo CEI de Madrid. Miembro de la Academia de las Artes y las Ciencias Cinematográficas de España desde 1994, es también productor, guionista y músico.
Comienza su trayectoria profesional en 1989 con su cortometraje en 35 m/m “Ella, él y Benjamín”, obteniendo un gran éxito en el Festival Internacional de Cine de San Sebastián. A raíz de su paso por este festival, su corto se distribuye en España haciendo de telonero de Woody Allen acompañando a su película September. Este corto es la última aparición en cine de Inma de Santis, a la que acompañaron Francisco Vidal, José Lifante y Luis Ciges.
Al año siguiente, con Emma Penella como protagonista, acompañada por Francisco Vida y José Lifante nuevamente en el elenco, dirige “Anabel”, consiguiendo el Gran Premio del Cine Español en la XXXII edición del Festival Internacional de Cine de Bilbao.
En 1993, Bohollo se marcha a Chile, donde dirige su primer largometraje “Ciénaga”, un irónico melodrama latinoamericano con tintes de cine negro. De gran éxito y acogida en el país andino, con esta película se da la paradoja que, siendo nominada a la Mejor Dirección Novel en los Premios Goya y obteniendo el Colón de Oro del Público en el Festival de Cine Iberoamericano de Huelva, no consigue la distribución adecuada en España, pasando a formar parte de la historia del cine español inédito. En esta aventura transandina, acompañan al director los actores Santiago Ramos, Ángel de Andrés, que protagonizan la película junto a la actriz chilena Marcela Osorio.
Su segundo largometraje llega en 1998 con “Mátame mucho”, una comedia negra protagonizada por Rosa María Sardá, Santiago Ramos, Nancho Novo y Ana Álvarez, acompañados por José Sazatornil, Chus Lampreave, Jesús Bonilla, Nathalie Seseña, Pablo Carbonell, Juan y Medio, Javivi y Luis Cuenca. Distribuida en España por Columbia TriStar, obtiene una vez más el Colón de Oro del Público en el Festival de Cine Iberoamericano de Huelva, así como la Garza de Oro al Mejor Guion del Festival de Cine Hispano de Miami y el Premio de la Asociación de Escritores Cinematográficos de Andalucía (Asecan) al Mejor Director Andaluz.
En los últimos años ha sido Productor Asociado en los largometrajes documentales para RTVE “Y no llevaste luto por mí (El Cordobés)”, sobre la figura del mítico torero, y "Spanish Western", ambos dirigidos por Alberto Esteban.
Ha dirigido el documental "Morente, Universo Íntimo", producido por Paco Lobatón para Canal Sur, realizado como anticipo de su serie “Hijos de Andalucía” y en especial para conmemorar el Día de Andalucía.
En 2023, ha dirigido la serie documental “Bretón, la mirada del Diablo”, escrita junto a Alejandra Bohollo y producida por Pepe Flores con su prestigiosa productora Cibeles Producciones para Canal sur. La serie consta de 3 episodios de 50 minutos donde se nos narra el terrible caso del parricida más mediático de nuestro país a través de testigos directos, impactantes imágenes de archivo y la recreación de los momentos más significativos de la historia, todo esto acompañado de un recorrido por los lugares reales de los hechos.
En estos momentos, José Ángel Bohollo se encuentra preparando su próximo largometraje, producido por Eduardo Campoy con Álamo Producciones.

## Filmografía
- 1985 – NADIE. Director. Cortometraje. 16 m/m. Protagonizado por Francisco Vidal.

- 1989 – ELLA, EL Y BENJAMÍN. Director. Cortometraje. 35 m/m. Protagonizado por Inma de Santis, Francisco Vidal, José Lifante, Francisco Racionero, Juan Gea, Luis Ciges.

- 1990 – ANABEL. Director. Mediometraje. 35 m/m. Protagonizado por Emma Penella, Francisco Vidal, José Lifante, Víctor Rubio.

- 1993 – CIÉNAGA. Director. Largometraje. 35 m/m. Protagonizado por Santiago Ramos, Ángel de Ándres, Marcela Osorio.

- 1998 – MATAME MUCHO. Director. Largometraje. 35 m/m. Protagonizado por Rosa María Sardá, Santiago Ramos, Nancho Novo y Ana Álvarez, con José Sazatornill “Saza”, Chus Lampreave, Jesús Bonilla, Natalie Seseña, Pablo Carbonell, Juan Imedio, Javivi, Carlos Romay, Luis Cuenca.

- 2013 – Y NO LLEVASTE LUTO POR MÍ, EL CORDOBÉS. Productor Asociado. Largometraje documental para RTVE.

- 2014 – SPANISH WESTERN. Productor Asociado. Largometraje documental para RTVE.

- 2015 – MORENTE, UNIVERSO ÍNTIMO. Director. Documental de la serie "Hijos de Andalucía". Producido por Paco Lobatón para CANAL SUR.
- 2023 – BRETÓN, LA MIRADA DEL DIABLO. Director y guionista (coescrita con Alejandra Bohollo). Serie Documental de 3 episodios. Producida por Pepe Flores con Cibeles Producciones para CANAL SUR.

## Premios
- Nominación Premio Goya a la Mejor Dirección Novel.
- Colón de Oro del Público (en 2 ocasiones) del Festival Iberoamericano de Huelva
- Garza de Oro al Mejor Guion del Festival de Cine hispano de Miami.
- Premio Asecan al Mejor Director Andaluz.
- Premio a la Mejor Película de Habla hispana y Portuguesa en el Festival de Cine Ibérico, latinoamericano y Europeo de Arcachon.
- Trofeo Francisco Rabal a la Mejor Actriz en la Semana de Cine Español de Murcia.
- Gran Premio del Cine Español en el Festival Internacional de Cine de Bilbao.
- Primer Premio en 35 m/m en el Festival de Cine Independiente de Elche.
- Tercer Premio en 35 m/m en el Festival de Cine Independiente de Elche.
- Primer Premio en 35 m/m en el I Festival de Cine de Gran Canaria.
- Premio Cámara a la Mejor Película en el I Festival de Cine de Gran Canaria.
- Cordobés del Año en Cultura.
- Fiambrera de Plata del Ateneo de Córdoba.